# Loredana Zefi
Loredana Zefi, znana również jako Loredana (ur. 1 września 1995 w Lucernie) – szwajcarska raperka kosowsko-albańskiego pochodzenia.

## Życiorys

### 1995-2019
Loredana urodziła się 1 września 1995 r. w albańskiej rodzinie wyznania rzymskokatolickiego w mieście Lucerna w Szwajcarii. W 2018 roku wydała swój debiutancki singiel „Sonnenbrille”, który odniósł komercyjny sukces w niemieckojęzycznej Europie. Kolejny singiel „Bonnie & Clyde” z byłym mężem Mozzikiem na listach przebojów osiągnął odpowiednio numer dwa w Szwajcarii oraz trzeci w Austrii i Niemczech. Oba wspomniane single stały się jej pierwszymi singlami, które uzyskały złoty certyfikat Bundesverband Musikindustrie i Verband der Österreichischen Musikwirtschaft. W tym samym roku wydała swój trzeci singiel „Milliondollar$mile”, który odniósł umiarkowany sukces.
W 2019 roku Loredana po raz drugi współpracowała ze swoim byłym mężem Mozzikiem przy „Romeo & Juliet” osiągając drugie miejsce w Niemczech. Dwa kolejne single „Labyrinth” i „Jetzt rufst du an” weszły na listy przebojów w Austrii i Niemczech. W tym samym roku Loredana wydała siódmy singiel z udziałem Mozzika „Eiskalt”, który uzyskał złoty certyfikat w Niemczech i Austrii. Singiel ten to trzeci raz, gdy oboje artystów współpracowało muzycznie przy nagraniu. Miesiąc później wydała swój debiutancki album studyjny, King Lori, z komercyjnie udanymi singlami „Genick”, „Mit dir” i singlem numer jeden „Kein Plan”. W listopadzie 2019 roku zdobyła nagrodę dla najlepszego szwajcarskiego aktu podczas MTV Europe Music Awards. W 2019 r. Loredana była drugą najbardziej szukaną w Google osobą w Szwajcarii.

### 2020-nadal
W styczniu 2020 roku, we współpracy z niemiecką raperką Juju, ukazał się singiel „Kein Wort”, który zdobył numer jeden na listach przebojów w Austrii i Niemczech. W marcu 2020 roku wyruszyła w trasę King Lori Tour, która została później odwołana z powodu pandemii koronawirusa (COVID-19) w Chinach i jej rozprzestrzenienia się na inne kraje. W tym samym miesiącu wydała swój kolejny singiel, który również zdobył numer jeden na tych samych listach przebojów, „Angst” z angielskim producentem Rymezem i „Du bist mein” z niemieckim raperem Zuną.

## Życie prywatne
Loredana weszła w związek z Gramozem Aliu, za którego wyszła w 2018 roku. 18 grudnia tegoż roku w Lucernie w Szwajcarii urodziła pierwszą córkę, Hanę. Para rozstała się w październiku 2019 roku.

## Dyskografia

### Albumy
| Tytuł     | Szczegóły albumu                                                                                           | Najwyższe pozycje na listach przebojów | Najwyższe pozycje na listach przebojów | Najwyższe pozycje na listach przebojów |
| Tytuł     | Szczegóły albumu                                                                                           | DEU                                    | AUT                                    | CHE                                    |
| --------- | --- | -------------------------------------- | -------------------------------------- | -------------------------------------- |
| King Lori | - Wydany: 13 września 2019 - Wytwórnia: Loredana, Groove Attack - Formaty: CD, digital download, streaming | 3                                      | 2                                      | 2                                      |
| Medusa    | - Wydany: 11 grudnia 2020 - Wytwórnia: Loredana, Groove Attack - Formaty: CD, digital download, streaming  | 15                                     | 17                                     | 19                                     |

### Single

#### Jako główna artystka
| Tytuł                                     | Rok  | Najwyższe pozycje na listach przebojów | Najwyższe pozycje na listach przebojów | Najwyższe pozycje na listach przebojów | Najwyższe pozycje na listach przebojów | Certyfikaty                     | Album     |
| Tytuł                                     | Rok  | DEU                                    | ALB                                    | AUT                                    | CHE                                    | Certyfikaty                     | Album     |
| ----------------------------------------- | ---- | -------------------------------------- | -------------------------------------- | -------------------------------------- | -------------------------------------- | ------------------------------- | --------- |
| "Sonnenbrille"                            | 2018 | 12                                     | 10                                     | 8                                      | 13                                     | - BVMI: Złoto - IFPI AUT: Złoto | –         |
| "Bonnie & Clyde" (z Mozzikiem)            | 2018 | 3                                      | —                                      | 3                                      | 2                                      | - BVMI: Złoto - IFPI AUT: Złoto | –         |
| "Milliondollar$mile"                      | 2018 | 11                                     | —                                      | 19                                     | 30                                     | brak                            | –         |
| "Romeo & Juliet" (z Mozzikiem)            | 2019 | 2                                      | 3                                      | 4                                      | 4                                      | brak                            | –         |
| "Labyrinth"                               | 2019 | 10                                     | 69                                     | 10                                     | 17                                     | brak                            | King Lori |
| "Jetzt rufst du an"                       | 2019 | 2                                      | —                                      | 3                                      | 4                                      | brak                            | King Lori |
| "Eiskalt" (feat. Mozzik)                  | 2019 | 2                                      | 37                                     | 2                                      | 7                                      | - BVMI: Złoto - IFPI AUT: Złoto | King Lori |
| "Kein Plan" (feat. Mero)                  | 2019 | 1                                      | —                                      | 2                                      | 4                                      | - BVMI: Złoto                   | King Lori |
| "Genick"                                  | 2019 | 3                                      | 58                                     | 3                                      | 3                                      | - BVMI: Złoto                   | King Lori |
| "Mit dir"                                 | 2019 | 9                                      | —                                      | 29                                     | 20                                     | brak                            | –         |
| "Kein Wort" (feat. Juju)                  | 2020 | 1                                      | —                                      | 1                                      | 3                                      | - BVMI: Złoto - IFPI AUT: Złoto | –         |
| "Angst" (prod. Rymez)                     | 2020 | 1                                      | —                                      | 1                                      | 3                                      | brak                            | –         |
| "Du bist mein" (feat. Zuna)               | 2020 | 1                                      | —                                      | 2                                      | 3                                      | brak                            | –         |
| "Nicht verdient" (Capital Bra z Loredaną) | 2020 | 1                                      | —                                      | 1                                      | 1                                      | brak                            | CB7       |
| "Checka" (feat. Delara)                   | 2020 | 2                                      | —                                      | 4                                      | 5                                      | brak                            | Medusa    |
| "Rockstar"                                | 2020 | 17                                     | —                                      | 26                                     | 24                                     | brak                            | Medusa    |
| "Tut mir nicht leid"                      | 2020 | 4                                      | —                                      | 10                                     | 14                                     | brak                            | Medusa    |
| "Gangster"                                | 2020 | 37                                     | —                                      | 67                                     | 75                                     | brak                            | Medusa    |
| "Kein Hunger" (feat. Ufo361)              | 2020 | 9                                      | —                                      | 17                                     | 17                                     | brak                            | Medusa    |

#### Jako featuring
| Tytuł                                                      | Rok  | Najwyższe pozycje na listach przebojów | Najwyższe pozycje na listach przebojów | Najwyższe pozycje na listach przebojów | Najwyższe pozycje na listach przebojów | Najwyższe pozycje na listach przebojów | Certyfikaty                     | Album               |
| Tytuł                                                      | Rok  | DEU                                    | AUT                                    | SWI                                    | FRA                                    | POR                                    | Certyfikaty                     | Album               |
| ---------------------------------------------------------- | ---- | -------------------------------------- | -------------------------------------- | -------------------------------------- | -------------------------------------- | -------------------------------------- | ------------------------------- | ------------------- |
| "Djadja (Remix)" (Aya Nakamura featuring Loredana)         | 2018 | 43                                     | —                                      | —                                      | —                                      | 109                                    | - BVMI: Złoto - IFPI AUT: Złoto | —                   |
| "On m'a tourné le dos" (Jul featuring Loredana)            | 2018 | —                                      | —                                      | —                                      | 164                                    | —                                      | brak                            | La zone en personne |
| "Geh dein Weg" (KC Rebell i Summer Cem featuring Loredana) | 2020 | 4                                      | 6                                      | 8                                      | —                                      | —                                      | brak                            | Maximum III         |
| "Gib mir nicht die Schuld" (Dardan featuring Loredana)     | 2020 | —                                      | —                                      | 79                                     | —                                      | —                                      | brak                            | Soko Disko          |
| "Wenn ich will" (Capital Bra featuring Loredana)           | 2020 | —                                      | —                                      | 78                                     | —                                      | —                                      | brak                            | CB7                 |

## Trasy
- 2020: King Lori Tour (odwołana z powodu pandemii COVID-19)
- 2021: Loredana Tour

## Nagrody i nominacje
| Rok  | Nagrody                 | Nominacja                       | Jako                           | Rezultat  | Przy.         |
| ---- | ----------------------- | ------------------------------- | ------------------------------ | --------- | ------------- |
| 2018 | Bravo Otto Awards       | Hip-Hop Act                     | Ona sama                       | Srebro    | [ 37 ]        |
| 2018 | 1Live Krone Awards      | Best Hip-Hop Act                | Ona sama                       | Nominacja | [ 38 ]        |
| 2018 | Hiphop.de Awards        | Best Song National              | Sonnenbrille                   | Nominacja | [ 39 ]        |
| 2019 | Hiphop.de Awards        | Best Song National              | Jetzt rufst du an              | Nominacja | [ 40 ]        |
| 2019 | Hiphop.de Awards        | Best Album National             | King Lori                      | Nominacja | [ 40 ]        |
| 2019 | Hiphop.de Awards        | Best Newcomer                   | Ona sama                       | Nominacja | [ 40 ]        |
| 2019 | Hiphop.de Awards        | Best Rap-Solo-Act National      | Ona sama                       | Nominacja | [ 40 ]        |
| 2019 | MTV Europe Music Awards | Najlepszy szwajcarski wykonawca | Ona sama                       | Wygrana   | [ 16 ] [ 41 ] |
| 2019 | LYRICS Awards           | Best Song                       | Sonnenbrille                   | Nominacja | [ 42 ]        |
| 2019 | 1Live Krone Awards      | Best Hip-Hop Act                | Ona sama                       | Nominacja | [ 43 ]        |
| 2019 | Bravo Otto Awards       | Hip-Hop national                | Ona sama                       | Złoto     | [ 44 ]        |
| 2019 | Hype Awards             | Female Artist                   | Ona sama                       | Wygrana   | [ 45 ]        |
| 2019 | Hype Awards             | Video                           | Sonnenbrille                   | Nominacja | [ 46 ]        |
| 2020 | LYRICS Awards           | Best Release                    | King Lori                      | Nominacja | [ 47 ]        |
| 2020 | Swiss Music Awards      | Best Female Act                 | Ona sama                       | Nominacja |               |
| 2020 | Swiss Music Awards      | Best Breaking Act               | Ona sama                       | Wygrana   |               |
| 2020 | MTV Europe Music Awards | Najlepszy szwajcarski wykonawca | Ona sama                       | Wygrana   | [ 48 ]        |
| 2020 | 1Live Krone Awards      | Best Female Artist              | Ona sama                       | Nominacja | [ 49 ]        |
| 2020 | Bravo Otto Awards       | Hip-Hop national                | Ona sama                       | Nominacja | [ 50 ]        |
| 2020 | Hiphop.de Awards        | Best Song National              | Kein Wort (z Juju)             | Nominacja | [ 51 ]        |
| 2021 | Swiss Music Awards      | Best Hit                        | Nicht verdient (z Capital Bra) | Nominacja | [ 52 ]        |
| 2021 | Swiss Music Awards      | Best Female Act                 | Ona sama                       | Nominacja | [ 52 ]        |